# Pearsonia sessilifolia
Pearsonia sessilifolia là một loài thực vật có hoa trong họ Đậu. Loài này được (Harv.) Dummer miêu tả khoa học đầu tiên.